# District de Tuyên Hóa
Tuyên Hóa (Huyện Tuyên Hóa) est un district de la province de Quảng Bình au Viêt Nam. 

## Présentation
Il est placé sous la juridiction de la province de Quảng Bình. La superficie est 1 149,4 km2.
La population du comté était de 76 100 habitants en 2005.